# Fülöp (Magyarország)
Fülöp község Hajdú-Bihar vármegyében, a Nyíradonyi járásban.

## Fekvése
A vármegye északkeleti csücskében helyezkedik el, 35 kilométerre Debrecentől. Utcaképe, épületeinek elrendezése alapján tipikus szabolcsi településnek tekinthető, mert a lakóházak az értéktelenebb dombos részekre épültek, az "egy utca két sor ház" település alakzata szerint.
A szomszédos települések a határ magyar oldalán: észak felől Nyírbéltek, északkelet felől Penészlek, dél felől Nyírábrány, nyugat felől Nyíracsád, északnyugat felől pedig Nyírlugos. Határszéle keleten bő 3 kilométer hosszan egybeesik a magyar-román államhatárral; a határ túloldalán a legközelebbi település Érkörtvélyes (Curtuișeni).
Különálló külterületi településrésze Bánháza, a központjától mintegy 3 kilométerre északkeletre.

### Megközelítése
Csak közúton érhető el, a Nyírbátor-Nyírábrány közti 4906-os úton; ugyanez az út vezet át Bánháza településrészen is. A Debrecen-Vámospércs-Nyírábrány közt húzódó 48-as főúttól 12 kilométeres letéréssel érhető el.
Vasútvonal nem érinti, a legközelebbi vasúti csatlakozási lehetőséget a Debrecen–Nyírábrány-vasútvonal Nyírábrány vasútállomása kínálja.

## Története
A középkorban Szatmár megyéhez tartozó település első írásos említése 1325-ből való a Balogsemjén nemzetség Kállai ágának birtokaként. A XIV. század elején épült templomának alapjait a Brumi-tanya lelőhelyen 1952-ben tárták fel. A település elnéptelenedése 1476 előtt elkezdődött, később évszázadokon át puszta helyként, illetőleg a legújabb korokban Nyírábrány külterületi lakott helyeként ismert.
1946. április 1-jén alakult és lett önálló település, Nagyfülöp ideiglenes elnevezéssel, 1948-tól már Fülöp név alakban szereplő település, az 1950. évi közigazgatási átszervezés után immár Hajdú-Bihar megyéhez tartozó önálló tanácsú község.
1978-ban elveszítve önállóságát nagyközségi közös tanácsú társközségi jogállást kapott, közigazgatásilag ismét Nyírábrány irányítása alá került. Függetlenségét hosszas huzavona után 1988-ban kapta vissza.

## Közélete

### Polgármesterei
| Időszak   | Polgármester           | Párt           | Megjegyzés |
| --------- | ---------------------- | -------------- | ---------- |
| 1990–1994 | Bugyáné Szász Erzsébet | SZDSZ-MDF-FKgP |            |
| 1994–1998 | Bugyáné Szász Erzsébet | független      |            |
| 1998–2002 | Bugyáné Szász Erzsébet | független      |            |
| 2002–2006 | Bugyáné Szász Erzsébet | független      |            |
| 2006–2010 | Bugyáné Szász Erzsébet | független      |            |
| 2010–2014 | Hutóczki Péter         | független      |            |
| 2014–2019 | Hutóczki Péter         | független      |            |
| 2019–2024 | Hutóczki Péter         | független      |            |
| 2024–     | Hutóczki Péter         | független      |            |

## Népesség
A település népességének változása:
| Lakosok száma | 1761 | 1747 | 1748 | 1723 | 1573 | 1551 | 1561 |
|               | 2013 | 2014 | 2015 | 2021 | 2022 | 2023 | 2024 |

2001-ben a település lakosságának közel 100%-a magyar nemzetiségűnek vallotta magát.
A 2011-es népszámlálás során a lakosok 86,9%-a magyarnak, 5,1% cigánynak, 0,2% románnak mondta magát (13,1% nem nyilatkozott; a kettős identitások miatt a végösszeg nagyobb lehet 100%-nál). A vallási megoszlás a következő volt: római katolikus 23%, református 8%, görögkatolikus 43,6%, felekezeten kívüli 5,7% (18,3% nem válaszolt).
2022-ben a lakosság 93%-a vallotta magát magyarnak, 6% cigánynak, 0,4% románnak, 0,3% németnek, 0,1% horvátnak, 0,1% bolgárnak, 1,7% egyéb, nem hazai nemzetiségűnek (6,8% nem nyilatkozott; a kettős identitások miatt a végösszeg nagyobb lehet 100%-nál). Vallásuk szerint 10% volt református, 16,6% római katolikus, 30,3% görög katolikus, 0,3% egyéb keresztény, 0,9% egyéb katolikus, 0,2% evangélikus, 0,2% ortodox, 5,2% felekezeten kívüli (36,2% nem válaszolt).

## Címerleírás
Kék alapszínű csücskös talpú pajzs. A pajzs jobb oldalán lebegő arany dohánylevél. A bal oldalon hegyével felfelé álló, élével balra néző ezüst kard. A pajzsra illeszkedik egy három levelű arany korona, három gyönggyel. A pajzsot zöld színű málnaleveles ág-kartus övezi, melynek felső harmadában a pajzs közepének magasságában jobb és bal oldalon egy-egy piros málnatermés látható.

## Nevezetességei

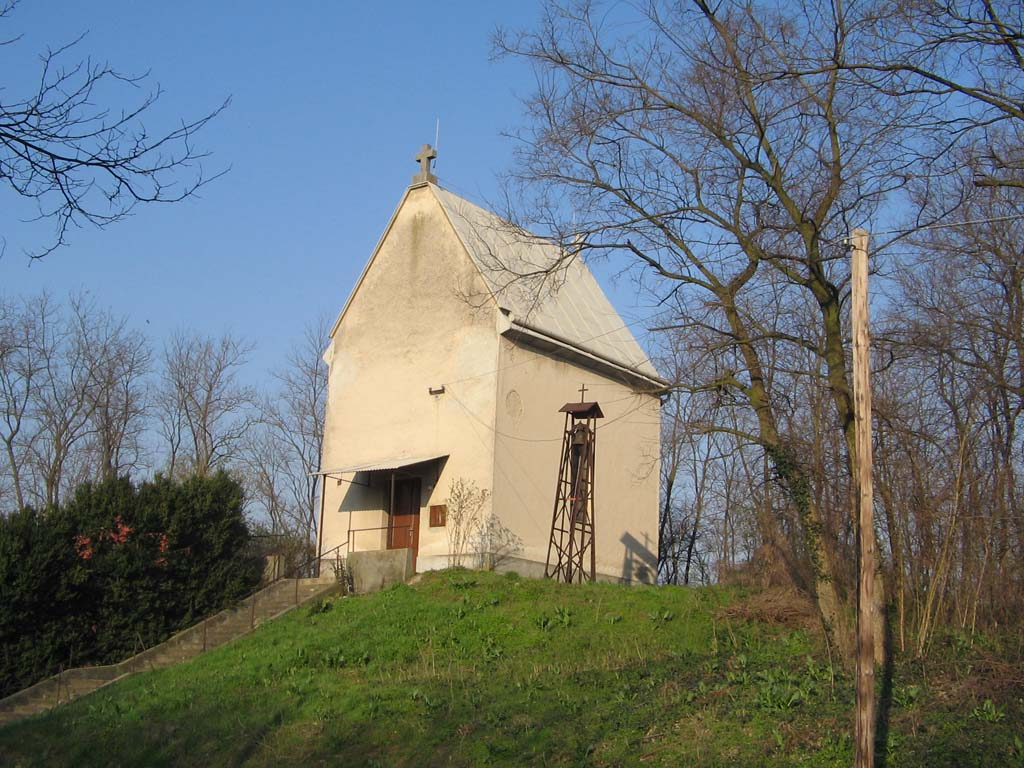
Kápolna

1796-ban Fülöp-Bánházán épült kápolna: Az oltár hátánál felirat jelzi, hogy egy rác, azaz görög szertartású templom maradványaiból építették. Téglái tanúsága szerint legalább három periódusban épült. A mai kápolna helyén két templom romjai fedezhető fel. Az egyik a déli szentély, a másik a jelenlegi templom eredetije. A templom nyugati oldalán, az ajtó fölött címer látható, ami rác címerként azonosítható. A címeren egy kar van, amelyen egy török fej páncélban, illetve a csillag és a hold látható. Ugyanez fentebb is megismétlődik. Rajta a kéknek és a vörösnek az árnyalatai fedezhetők fel. Feltehetően a templom északi oldalán van a két romtemplom, ezt még nem tárták fel pontosan. Ezen a területen kétezer éves cserepeket is találtak. A hagyomány szerint alagút is van a templom alatt. Ezt bizonyítja, hogy a villany bevezetésekor a póznák besüllyedtek.
Görögkatolikus templom: Építtette Csobay András parókus, hittanár (1918–1993) a hívek segítségével a kommunizmus éveiben. A kommunista vezetés eleinte nem volt hajlandó engedélyezni a templomépítést, ekkor mire Csobay tiszteletes hívei kíséretében felutazott Budapestre, ahol a legenda szerint azt mondta: "Rendben van, ha nem hajlandók megadni az építési engedélyt, de magyarázzák el ezeknek az embereknek!"
2012-ben a Csobay-leszármazottak emléktáblát avattak az építtető tiszteletére, akit 2014-ben a falu díszpolgárává avattak.
Ritkaságszámba menő galambdúcos haranglábja van a templomnak. Két harangja közül az egyiken Nagy-Magyarország térképe látható.
Az egyik felirata József Attila versének címét viseli: "Nem, nem soha", a másikon pedig ez szerepel: "Magyarország védőasszonya, könyörögj megcsonkított hazánkért!". A templom titulusa: Krisztus Király, a templombúcsút október 30-án tartják.
Egyéb látnivalók: park szökőkúttal, római katolikus templom, Sörkert presszó.

## Külső hivatkozások
- Fülöp község hivatalos weblapja
- Fülöp az utazom.com honlapján
- Csobay András parókus Fülöp díszpolgára